# Vernonia
Vernónia (Vernonia) é um género botânico pertencente à família Asteraceae.
Encontra-se no Brasil, onde tem o nome popular de "alumã". Dizem ser uma planta muito encontrada no nordeste brasileiro, onde é também conhecida como vassourão devido ao seu poder medicinal que tange a cura de diarreia seguida de vômitos, náuseas e febre. Quando triturada no liquidificador com água, produz um suco que, quando ingerido, possui inicialmente um sabor amargo, passando posteriormente para o doce, seguido de um leve anestesiamento da boca e em seguida do corpo, conduzindo a pessoa para o descanso. Algumas horas depois o paciente acorda em bom estar. É muito utilizada no nordeste brasileiro para curas de diarreia. Uma observação: é raro encontrá-la no sudeste do Brasil, mesmo em casas de produtos de fitoterapia.
Esta mesma planta é chamada de euorô (ewurô) pela cultura Jeje-Nagô e utilizada nos rituais do candomblé como folha sagrada ver: Boldo-baiano

## Espécies

### América do Norte
- Vernonia acaulis
- Vernonia arkansana
- Vernonia angustifolia
- Vernonia baldwinii
- Vernonia blodgettii
- Vernonia fasciculata
- Vernonia flaccidifolia

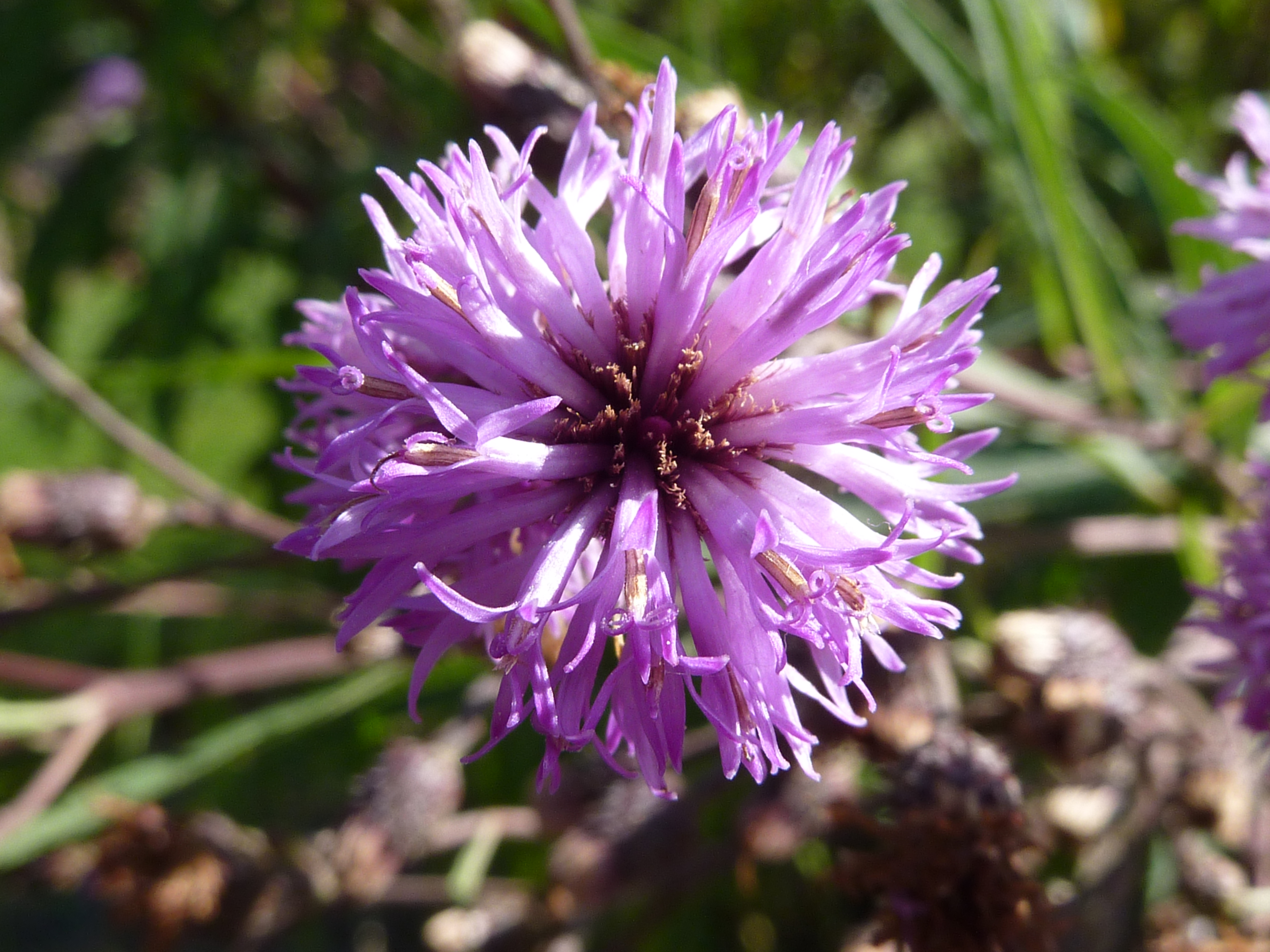
Vernomia altissima

- Vernonia gigantea or Vernonia altissima[2]
- Vernonia glauca
- Vernonia larseniae
- Vernonia lettermannii
- Vernonia lindheimeri
- Vernonia marginata
- Vernonia missurica
- Vernonia noveboracensis
- Vernonia pulchella
- Vernonia texana

### África

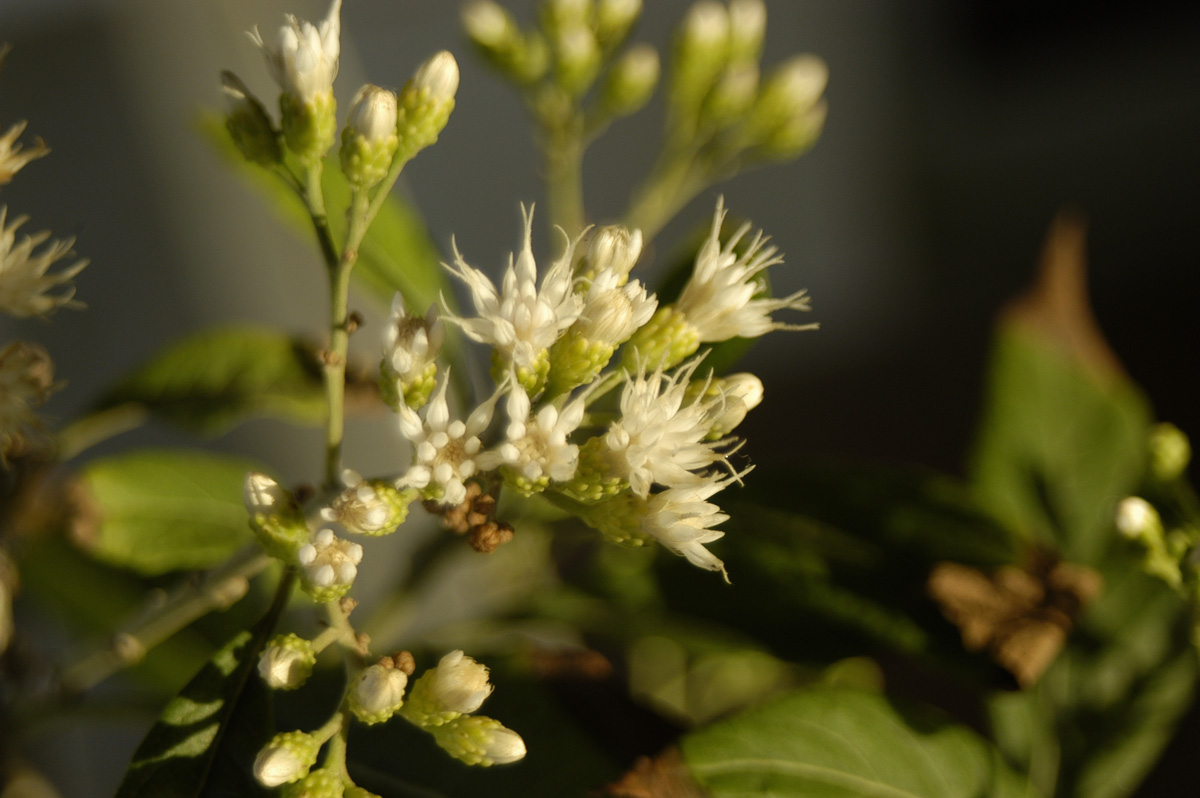
Vernonia condensata Baker, Alumã

- Vernonia amygdalina
- Vernonia bamendae
- Vernonia calvoana
- Vernonia colorata
- Vernonia condensata
- Vernonia galamensis
- Vernonia staehelinoides

### Ásia
- Vernonia cinerea
- Vernonia cockburniana
- Vernonia unicata
- Vernonia zollingerianoides

### South America
- Vernonia nonoensis
- Vernonia patens
- Vernonia polysphera